# Дуранго (Бискаја)
Дуранго (шп. Durango) град је у Шпанији у аутономној заједници Баскија у покрајини Бискаја. Према процени из 2017. у граду је живело 29 031 становника.

## Становништво
Према процени, у граду је 2017. живело 29 031 становника.
| 2017.  |
| ------ |
| 29.031 |